# Christina Skreibergová
Christina Johanna Skreibergová (nepřechýleně Skreiberg; * 21. března 1981) je norská novinářka, spisovatelka a fotografka. V roce 2016 získala ocenění Årets Frilanser za dokumentární projekt Hei nabo!

## Životopis
Christina Skreibergová vyrostla v Oslu a vystudovala žurnalistiku na Městské univerzitě v Londýně. Žila také v Pittsburghu, Guatemale a Kodani. V Londýně pracovala pro The Times a založila bezplatný časopis ditched. Byla vedoucí reportáží v Aftenposten Junior, konceptu novin pro děti, který získal mediální ocenění jak v Norsku, tak na mezinárodní úrovni.
V roce 2016 získala ocenění Årets Frilanser za dokumentární projekt Hei nabo! Rámcem projektu je multikulturní blok ve čtvrti Tøyen v Oslu. Christina Skreibergová šest let klepala na dveře svých sousedů a žádala je, aby se podělili o své příběhy. Výsledkem byla výstava a kniha s příběhy a fotografiemi lidí z celého světa. 